# Дойно Дойнов
Дойно Христосков Дойнов е български историк и общественик.

## Биография
Роден в село Буново, Пирдопско. Завършва история в Софийския университет през 1951 г., става кандидат на историческите науки (1973) и доктор на историческите науки (1985) – с докторска дисертация на тема „Комитетите „Единство“ 1878–1885 г. Ролята и мястото им за Съединението 1885 г.“)
Уредник и научен сътрудник във Военноисторическия музей (1954–1971); директор на Археологическия музей към Българската академия на науките (1971–1978); заместник генерален директор (1979–1980) и генерален директор (1980–1981) на Дирекция „Културно-историческо наследство“ при Комитета за култура; от 1981 до 1991 година е началник на Главно управление на архивите при Министерския съвет и член на Изпълнителното бюро на Международния съвет на архивите – ЮНЕСКО (1985–1989); ст.н.с. I ст. в Института за история при БАН (1986–1994). От 1991 г. е председател на Общобългарския комитет „Васил Левски“.
Носител на орден „Стара планина“ I степен (2004) за извънредно големите му заслуги към Република България за развитието на историческата наука. Удостоен е със званието Почетен гражданин на Велико Търново за изключително активната му дейност в изучаване, популяризиране и опазване на уникалното културно-историческо наследство на града.
Проф. Дойно Дойнов е дългогодишен преподавател по история в Художествената академия, както и във Варненския свободен университет „Черноризец Храбър“. Член е на Македонския научен институт в София.
Автор е на редица монографии, студии и статии за Васил Левски, Априлското въстание, националноосвободителните и обединителни борби на българския народ през Възраждането и през първите десетилетия след възстановяването на българската държава. Редактор на документални сборници и издания, на поредицата „Дневници и спомени за българската история“, сп. „Известия на държавните архиви“, „Българското Възраждане. Идеи, личности, събития“ и др. Автор на сценария на документалния филм „Левски пред съда на Портата и на историята“.
Почива на 18 януари 2014 година на 84-годишна възраст.
В Централния държавен архив се съхранява негов личен архивен фонд. 

## Избрана библиография
- Васил Левски – най-ясната загадка. София, 2013; 2 изд. 2014
- Гюргевският революционен комитет. София, 1986
- Дойно Дойнов: 75 години наука, мъдрост и достойнство, събрани в един живот. София, 2004
- Забравеният принос. София, УИ „Св. Климент Охридски“, 2004, ISBN 954-07-1599-7
- Истини и заблуди в моя път през годините. София, 2000
- Косев, Константин, Николай Жечев, Дойно Дойнов. История на Априлското въстание 1876. София, 1976; 2 изд. 1986; 3 изд. 1986
- Комитетите „Единство“: Второто комитетско десетилетие 1878–1885 г. София, УИ „Св. Климент Охридски“, 2006, ISBN 954-07-2274-8
- Кресненско-разложкото въстание 1878–1879: Принос за неговия обхват и резултати, за вътр. и външ.-полит. условия, при които избухва, протича и стихва. София, 1979
- Национално-революционните борби в Югозападна България през 60-те и 70-те години на ХIХ в. София, 1976
- Разловското въстание 1876. София, 1994